# 苏州体育博物馆
苏州体育博物馆 (英語：Suzhou Sports Museum)是一家位于苏州的体育类博物馆。

## 历史
2009年开始筹备，2019年10月26日建成开馆，位于苏州运河体育公园服务中心三楼，展厅1000平方米，主要有七个展厅，包括前厅、吴地文化与苏州体育、近代苏州体育、当代苏州体育、走向世界的苏州体育、袁伟民与中国女排和苏州体育名人堂。藏品5000余件，其中包括前任国家体育总局局长、中国女排总教练袁伟民和前任中国女子排球队队长孙晋芳捐赠的各类奖杯，证书，赛事笔记等3000余件。

## 运营时间
- 周二至周日：早上八点半至下午四点半
- 周一闭馆

## 交通
- 苏州轨道交通1号线西环路站